# 척색종
척색종(Chordoma)은 태아기 잔재조직(척색, notochord)의 세포 잔재물에서 유래하는 아주 천천히 커지는 악성종양이다. 이를 입증하는 증거로는 종양이 생기는 위치와 (신경축 "nuraxis" 을 따라서 생김), 유사한 조직검사 패턴 및 태아기 잔재조직 세포가 두개골 기저부 (clivus) 및 척추의 아래 끝 부분, 엉치뼈(sacrococcygeal) 지역에 많이 남아있다는 점이다.

## 증세

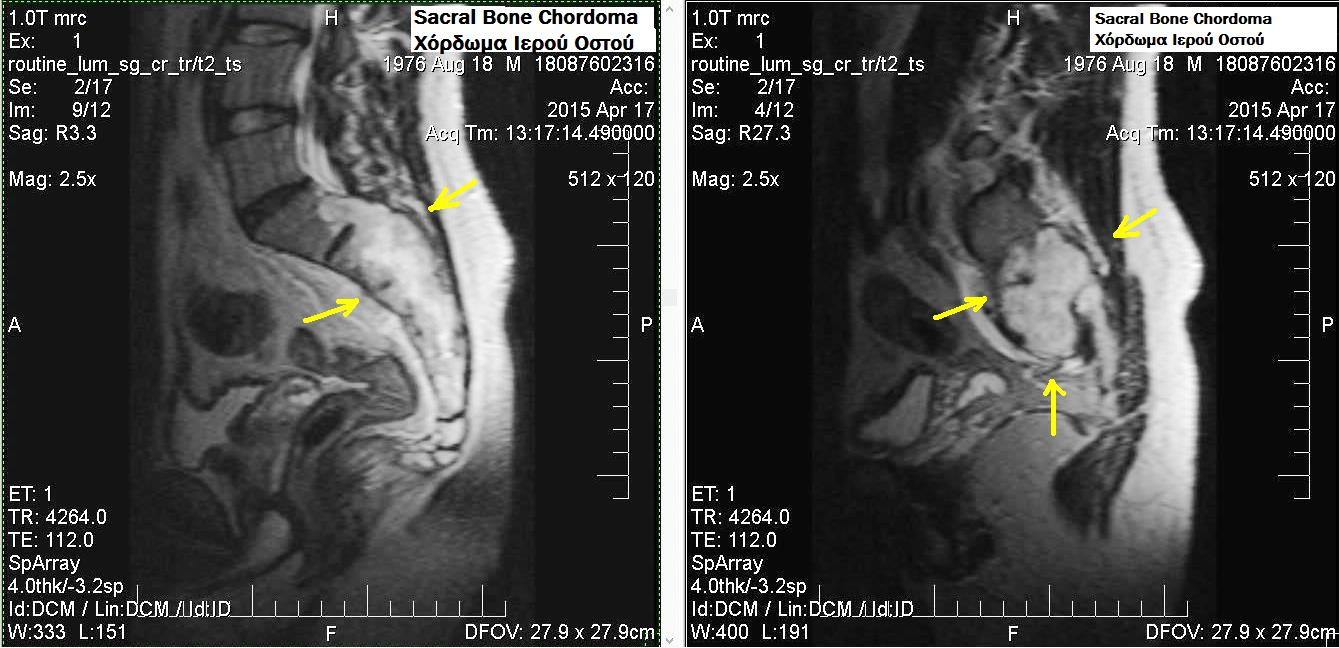
천골뼈 척색종, 사진제공: 해리 구바스 박사

척색종은 두개골의 뼈와 척추 사이의 어느 부분에서나 생길 수 있다. 가장 일반적으로 발생하는 곳으로는 두개쪽으로 기저부 뼈와 엉치뼈의 맨 아래 부분이다.

## 유전

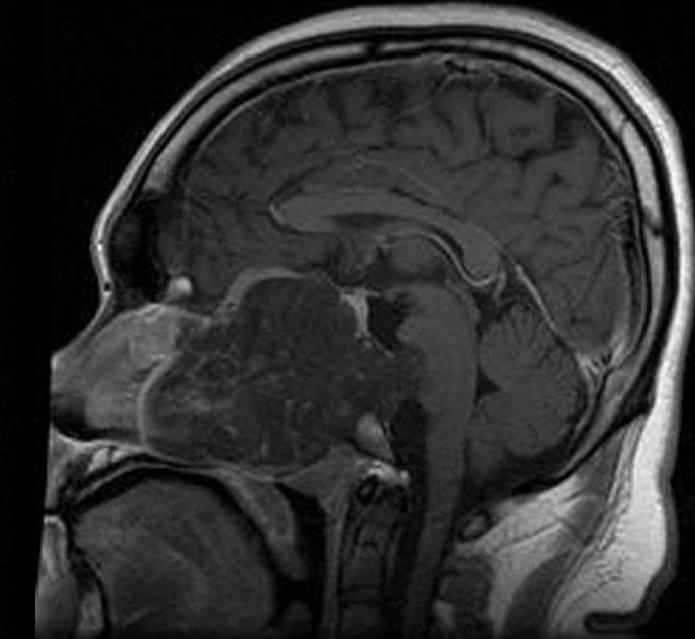
17세 남성 환자에서 광범위한 기후 척색종의 MRI, 시상(sagittal view). 비강에서 뇌간으로 연장되는 비 인두의 종양은 명확하게 보인다.

척색종에 의해 영향을 받는 여러 가지 비슷한 종류의 종양들이 보고되었다. 이들 중 4가지 경우에서 전사인자인 brachyury 유전자의 복제가 척색종의 원인이 되는것으로 밝혀졌다.
결절성 경화증 복합체 (tuberous sclerosis complex) (TSC1 또는 TSC2)와의 가능한 연관성이 제안되었다.

## 기작
- mTOR 신호전달이 산발성 천골성 척색종에서 과잉 활성된다. 한 연구에서 10개의 천골성 척색종 중 10개가 조직검사에 의해 리보솜 단백질 s6 및 EIF4EBP1의 인산화를 나타냈다[4]
- 거의 대부분의 천골성 척색종에서 부분적 또는 완전한 PTEN 유전자의 결핍이 관찰되었다[4]
- 49개의 척색종 연구에서 Akt, TSC2 및 EIF4EBP1이 각각 92%, 96% 및 98% 인산화되었다.[5]
- 21개의 척색종을 이용한 조직의 마이크로어레이에서 혈소판유래 성장인자 수용체(Platelet-derived growth factor receptor)-베타 (PDGFR-b), 표피성장인자수용체 (EGFR), KIT ( CD117) 및 HER2 가 100%, 67%, 33% 및 0% 각각 검출되었다.[6]
- 염색체 9p21의 CDKN2A (p16) 및 CDKN2B (p15) 유전자좌는 연골종에서 자주 삭제된다.[7] 또 다른 연구에서 CDKN2A 면역 반응성이 단지 4%의 사례에서 발견되었다.[5]
- 연골종의 62%는 면역요법의 표적이 된 콘드로이틴 설페이트 프로테오글리칸 4 (CSPG4)로도 알려진 고 분자량 흑색종 관련 항원을 발현한다.[8]
- 2009년에 과학자들은 유전자 복제가 이 장애의 유전적 척색종의 원인이 된다는 것을 발견했다.[9] 유전성 척색종은 상당히 드문 경우로 약 0.4% 케이스로 추정된다.[10]

## 진단
척색종 진단 및 치료에 관한 최초의 통일된 지침이 2015년 Lancet Oncology에 발표되었다.

### 분류

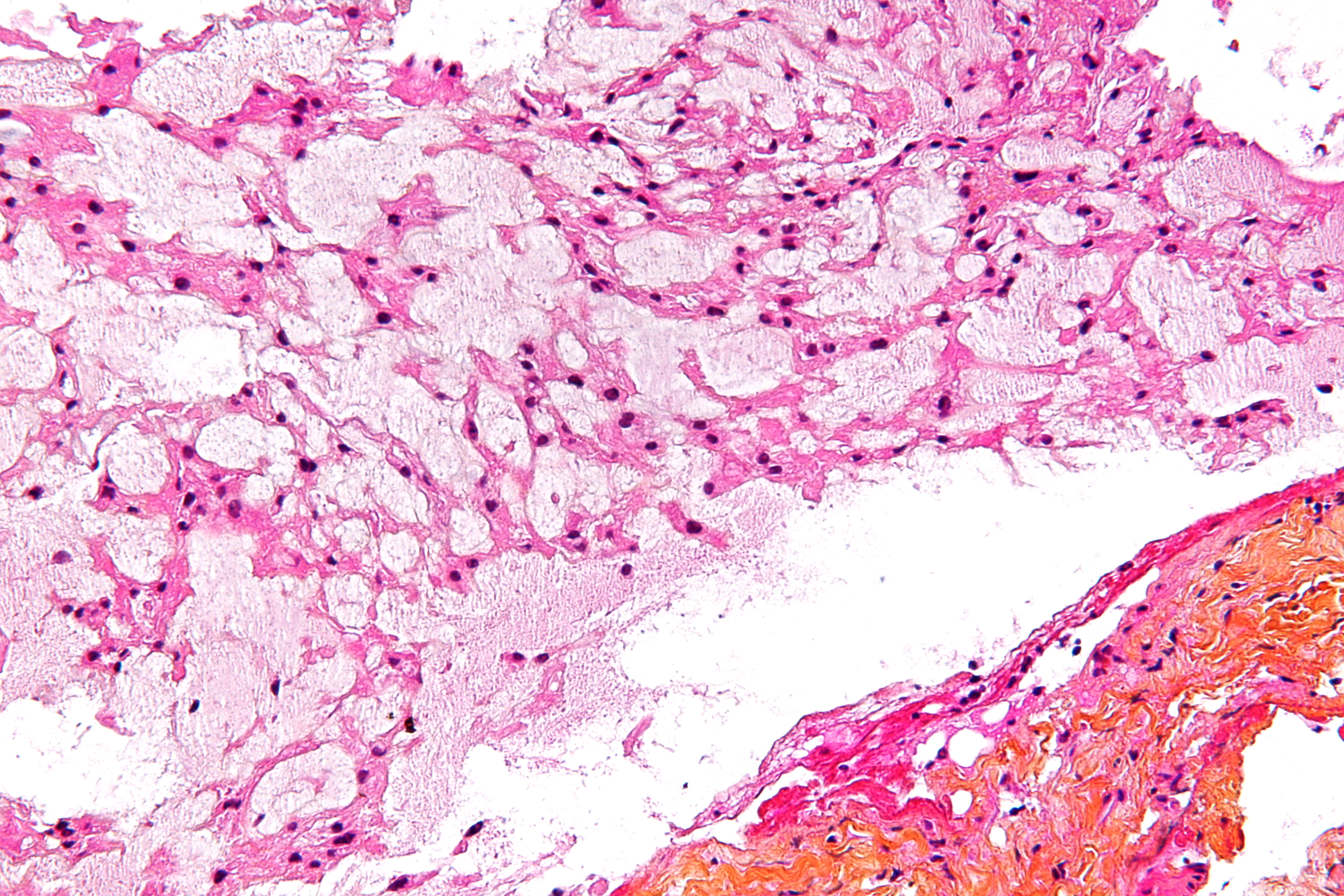
척색종을 보여주는 현미경 사진. HPS 염색.

척색종에는 3가지 형태의 조직의 변이가 있다: 고전(또는 "기존의")적인 조직, 연골형태의 조직 및 탈분화 형태의 조직이다.
- 고전적 척색종의 조직학적 외관은 섬유질 격막에 의해 분리된 세포 그룹으로 구성된 소엽 종양이다. 세포는 작은 원형 핵과 풍부한 액포성 세포질을 가지고 있으며 때로는 물리적으로 기포 또는 액포가 있는 것으로 묘사된다.
- 연골 연골종은 연골종과 연골 육종의 특징을 조직적으로 보인다.

## 치료
대부분의 경우에 완전절제수술과 방사선요법이 가장 효과있는 장기적인 치료법이다. 초기 종양의 불완전한 절제수술은 이 질병을 더욱 어렵게 만들고 재발 가능성을 높인다. 완전한 수술 또는 불완전 수술의 수행 여부는 주로 종양의 해부학적 위치와 중추 신경계의 중요한 부분에 대한 근접성에 달려 있다.
척색종은 비교적 방사선에 강하므로 많은 양의 방사선을 요구한다. 뇌줄기 및 신경과 같은 중요한 신경 구조에 대한 척색종의 근접성은 안전하게 쪼일 수 있는 방사선 양을 제한한다. 따라서 양성자요법(proton therapy) 및 탄소이온요법과 같은 농축된 방사선이 기존의 엑스레이 방사선보다 효과적이다.
현재 척색종 치료용 승인된 약물은 없지만 PDGFR(PDGFR) 억제제인 이마티닙(Imatinib)을 사용한 이탈리아에서의 임상시험은 일부 척색종 환자에서 좋은 반응을 나타냈다. 같은 연구팀은 이마티닙과 시롤리무스(sirolimus)를 함께 사용할 경우 이마티닙 단독치료가 안된 몇몇 환자들에서 반응을 일으킨다는 것도 발견했다.
olaparib에 대한 임상보고서 또한 2019년에 출간되었다.

## 예후
한 연구에서는 엉치뼈 척색종의 경우 10년간 생존율이 46%이고 연골의 척색종은 더 천천히 진행된다고 보고하였다.

## 역학
미국에서 척색종의 연간 발생률은 약 100만명 중 1명 꼴이다. 매년 300명의 새로운 환자가 발생한다.
현재 척색종에 대해 알려진 환경 위험요소는 없다. 이미 언급한 바와 같이 전사인자 brachyury의 생식계열 중복(germline duplication)은 여러 척색종 계열에서 주요 감수성 요인으로 확인되었다.
척색종을 가진 대부분의 사람들은 이 병에 걸린 다른 가족 구성원이 없지만 친척 중에 드물게 발생하는 사례가 보고되어 있다. 이것은 일부 사람들이 척색종을 유발하기 위한 유전적 소인이 있음을 시사한다. 척색종의 유전학적 또는 유전적인 위험인자가 존재할 수 있기 때문에 미국 국립암연구소(National Cancer Institute)의 과학자들은 이 종양의 발달에 관여하는 유전자를 찾기 위해 가족성 척색종 연구(Familial Chordoma Study)를 수행하고 있다.

## 사회
"척색종의 진단 및 치료에 대한 전문가의 권장사항"(Expert Recommendations for the Diagnosis and Treatment of Chordoma")은 척색종재단(Chordoma Foundation)에서 제작한 핸드북으로, 척색종 환자를 돌보는 것을 전문으로하는 40명 이상의 의사들이 개발한 권장사항을 요약하였다. 영어, 중국어, 이탈리아어, 네덜란드어 및 스페인어로 전자 방식으로 제공되며 영어 및 스페인어는 인쇄본으로도 제공된다.

## 주목할만한 사례
Salon의 인기 칼럼니스트인 캐리 테니스(Cary Tennis)는 2009년 11월 19일 칼럼에서 척색종 진단을 받았다고 발표했다.
전 스페인 축구 선수 호세 엔리케(José Enrique)는 2018년 5월에 척색종 진단을 받았으며 그해 6월에 종양을 제거하기 위한 수술을 받았다. 그는 2019년 4월에 모두 치료됐다고 발표했다.